# Farkasréti izraelita temető
A Farkasréti izraelita temető 1895-ben nyílt köztemető a zsidó vallásúak neológ irányzatának számára Budapest XII. kerületében.

## Fekvése
A Rácz Aladár út felé egyirányú új Denevér úti átkötés mentén húzódik egy keskeny sávban. Az izraelita temető a Farkasréti temető tőszomszédságában, azzal mára gyakorlatilag teljesen egybeépülve található a Márton Áron tér–Rácz Aladár út–Denevér út és a Farkasréti temető által határolt területen.

## Megközelítése
Az 59-es villamosvonal 1902-ben épült ki a Németvölgyi út – Böszörményi úton át a Déli pályaudvar és a Szent János Kórház felé és 1945 után kapta meg az 59-es számot. Végállomása a temető mellett (a Márton Áron téren) található. 1948-ban indult meg a sírkertet a Hegyalja úton át a Belvárossal és összekötő 8-as-as autóbuszjárat, ami 2016 óta a 8E viszonylatként közlekedik. Immáron délkelet felé, Gazdagréten át a Kelenföld vasútállomással felől is kapcsolatot teremt. 1956 óta délnyugat felől az 53-as busz is érinti szintén a Márton Áron téri megállóval.

## Története
1894-ben nyílt meg a Farkasréti temető, ami mellé 1895-ben létesült az izraelita temető.
Bejárata a Márton Áron térről nyílik, ahol a ravatalozó épülete is áll.
Elsősorban a budai zsidók temetkeztek ide. A legtöbb ismert, prominens személyiség sírja a bejárat körül, illetve a fősétány mentén található. A legrégebbi, ma is látható sír 1897-ből származik. A más temetőkre jellemző nagy családi mauzóleumok innét szinte teljesen hiányoznak, csak elvétve akad egy-kettő.
Mivel bővítésére jelenleg nincs lehetőség, a zsidó temető gyakorlatilag betelt.